# Zvi
Zvi (hebräisch צְבִי Zvī, auch Zwi, Swi, Zevi oder Tzvi) ist ein jüdischer männlicher Vorname, der auch als Familienname vorkommt. Er bedeutet „Gazelle“ bzw. „Hirsch“.

## Namensträger

### Vorname
- Zvi Aharoni (1921–2012), israelischer Mossad-Agent
- Zvi Asaria (1913–2002), jugoslawisch-israelischer Rabbiner und Autor
- Zvi Aviram (1927–2020), israelischer Autor und Shoah-Überlebender
- Tzvi Avni (* 1927), israelischer Komponist
- Zwi Perez Chajes (1876–1927), Rabbiner
- Zvi Elpeleg (1926–2015), israelischer Arabist
- Zwi Pesach Frank (1873–1960), jüdischer Gelehrter, Posek und Oberrabbiner von Jerusalem
- Zvi Gabai (1938–2018), israelischer Diplomat und Autor
- Zvi Goldstein (* 1947), rumänisch-israelischer Konzeptkünstler
- Zvi Griliches (1930–1999), amerikanischer Ökonom
- Zvi Hashin (1929–2017), israelischer Ingenieur
- Zvi Hecker (1931–2023), israelischer Architekt
- Zvi Heifetz (* 1956), israelischer Rechtsanwalt, Unternehmer und Diplomat
- Zvi Hendel (* 1949), israelischer Politiker und Abgeordneter der Knesset
- Zwi Hirsch Aschkenasi (1656–1718), Rabbiner und Talmudgelehrter
- Zvi Jagendorf (* 1936), israelischer Schriftsteller
- Zwi Hirsch Kalischer (1795–1874), Rabbiner, zionistischer Denker und Talmudgelehrter
- Zwi Katz (1927–2024), nach Israel ausgewanderter litauischer Holocaust-Überlebender und Buchautor
- Zvi Kolitz (1912–2002), jüdischer Schriftsteller und Journalist
- Zwi Jehuda Kook (1891–1982), Rabbiner
- Zvi Koretz (1884–1945), griechischer Großrabbiner
- Zvi Laron (* 1927), israelischer Kinderendokrinologe und Hochschullehrer rumänischer Herkunft
- Zvi Lothane (* 1934), US-amerikanischer Psychoanalytiker, Psychiater und Hochschullehrer
- Zvi Magen (* 1945), israelischer Diplomat
- Tzvi Marx (* 1942), amerikanischer Rabbiner
- Zvi Mazel (* 1939), israelischer Diplomat
- Zvi Meniker (* 1964), israelischer Cembalist, Organist, Fortepianist und Musikwissenschaftler.
- Zvi Rix (1909–1981), österreichisch-israelischer Arzt und Autor
- Zvi H. Rosen (1925–2014), israelischer Philosoph
- Zwi Schulmann (1915–1986), Überlebender des Holocaust
- Tzvi Tzur (1923–2004), israelischer Offizier, Politiker und Wirtschaftsmanager
- Zvi Yanai (1935– 2013), israelischer Schriftsteller und Publizist
- Zvi Yavetz (1925–2013), israelischer Althistoriker
- Zwi Zamir (1925–2024), israelischer Geheimdienstler

Zweitname
- Walter Zwi Bacharach (1928–2014), deutsch-israelischer Historiker und Überlebender des Holocaust
- Hermann Zvi Guttmann (1917–1977), deutscher Architekt
- Peter Zvi Malkin (1927–2005), israelischer Agent
- Hermann Zwi Szajer (* 1948), deutscher Künstler

### Familienname
- David Ben-Zvi (* 1974), US-amerikanischer Mathematiker
- Jizchak Ben Zwi (1884–1963), israelischer Historiker und Politiker
- Rachel Janait Ben-Zvi (1886–1979), israelische Präsidentengattin und Autorin
- Ran Chai Bar-zvi (* 1989), Theaterregisseur, Bühnen- und Kostümbildner
- Rose Zwi (1928–2018), mexikanisch-australische  Schriftstellerin
- Schabbtai Zvi (1626–1676), Religionsgelehrter